# Triunfo
|  | Per a altres significats, vegeu «Triunfo (revista)». |

Triunfo és un municipi brasiler de Rio Grande do Sul. És a una altura de 31 metres sobre el nivell del mar. La seva població estimada per a l'any 2004 era de 24.343 habitants. Ocupa una superfície de 824,96 km².